# Gynoplistia (Gynoplistia) subfasciata
Gynoplistia (Gynoplistia) subfasciata is een tweevleugelige uit de familie steltmuggen (Limoniidae). De soort komt voor in het Australaziatisch gebied.